# La grande grotta
| Recensione              | Giudizio                |
| ----------------------- | ----------------------- |
| Ondarock                | Pietra miliare italiana |
| Dizionario del Pop-Rock | [ 2 ]                   |
| 24.000 dischi           | [ 3 ]                   |

La grande grotta è il terzo album in studio di Alberto Fortis pubblicato nel 1981 dalla Philips.

## Descrizione
L'album venne registrato al One Step Up Studio di Los Angeles.
Rimase in classifica per nove mesi, stazionando spesso nella top 10 grazie anche al successo del brano Settembre, considerato il primo esempio di brano gospel pop italiano.

## Tracce
Lato A
Testi e musiche di Alberto Fortis.
1. La grande grotta – 4:24
2. La neña del Salvador – 4:08
3. Cina – 3:59
4. Nuovi giorni – 5:10

Durata totale: 17:41
Lato B
1. Marylin – 3:10
2. Settembre – 4:16
3. Riso (musica : Dean Parks) – 4:11
4. Sailor – 5:23

Durata totale: 17:00

## Formazione
- Alberto Fortis - voce, pianoforte, Fender Rhodes, organo Hammond B3, celesta
- Alex Acuña - batteria, percussioni, congas, bonghi, claves, cocos, timbales, campana, shaker, megafono, triangolo
- Abraham Laboriel - basso
- Mitch Holder - chitarra elettrica, chitarra acustica
- Gary Mielke - organo hammond B3 (brano: Riso)
- John Phillips - oboe, flauto, sassofono tenore, sassofono contralto, sassofono soprano
- Dean André, Lura Daniels-Ball, Rossana Casale - cori (brano: Sailor)

Note aggiuntive
- Alberto Fortis e Claudio Fabi - produzione artistica, arrangiamenti
- Garey Mielke - coproduzione
- Registrato al One Step Up Studio di Los Angeles (California) nell'aprile 1981
- Mike Curry - ingegnere del suono
- Jimmy Ashwill - assistente ingegnere del suono
- Missato da Ron Hitchcock e Claudio Fabi al The Mix Room, North Hollywood, California
- Cutting eseguito al The Mastering Lab
- Ringraziamenti speciali a: Claudio Fabi, Franco Mamone, Garey Mielke, Lydia Sarno
- Dedico la canzone Sailor alla mia amica Titti Succetto[7]

## Classifica
Album
| Anno | Classifica | Posizione raggiunta |
| ---- | ---------- | ------------------- |
| 1981 | Hit parade | 3                   |